# Episodi di Life Unexpected (prima stagione)
La prima stagione della serie televisiva statunitense Life Unexpected, composta da 13 episodi della durata di circa 45 minuti, è stata trasmessa su The CW dal 18 gennaio 2010. 
In Italia è andata in onda dal 2 ottobre 2010 al 13 novembre 2010 su Rai 2.
| nº | Titolo originale  | Titolo italiano          | Prima TV USA     | Prima TV Italia  |
| -- | ----------------- | ------------------------ | ---------------- | ---------------- |
| 1  | Pilot             | Quasi 16 anni dopo       | 18 gennaio 2010  | 2 ottobre 2010   |
| 2  | Home Inspected    | Ispezione in casa        | 25 gennaio 2010  | 2 ottobre 2010   |
| 3  | Rent Uncollected  | Affitto non riscosso     | 1º febbraio 2010 | 9 ottobre 2010   |
| 4  | Bong Intercepted  | La lampada Bong          | 8 febbraio 2010  | 9 ottobre 2010   |
| 5  | Turtle Undefeated | La tartaruga a tre zampe | 15 febbraio 2010 | 16 ottobre 2010  |
| 6  | Truth Unrevealed  | La verità nascosta       | 22 febbraio 2010 | 16 ottobre 2010  |
| 7  | Crisis Unaverted  | La sfida                 | 1º marzo 2010    | 23 ottobre 2010  |
| 8  | Bride Unbridled   | I costretti sposi        | 8 marzo 2010     | 23 ottobre 2010  |
| 9  | Formal Reformed   | Il rinnovo della parente | 15 marzo 2010    | 30 ottobre 2010  |
| 10 | Family Therapized | Una famiglia in terapia  | 22 marzo 2010    | 30 ottobre 2010  |
| 11 | Storm Weathered   | Tempesta in arrivo       | 29 marzo 2010    | 6 novembre 2010  |
| 12 | Father Unfigured  | Viaggio in famiglia      | 5 aprile 2010    | 13 novembre 2010 |
| 13 | Love Unexpected   | Amore inaspettato        | 12 aprile 2010   | 13 novembre 2010 |

## Quasi 16 anni dopo
- Titolo originale: Pilot
- Diretto da: Gary Fleder
- Scritto da: Liz Tigelaar

### Trama
Lux ha passato gli ultimi 15 anni della sua vita rimbalzando tra diverse case-famiglia. Poco prima del suo 16º compleanno decide di emanciparsi, ma per farlo deve ottenere le firme di entrambi i genitori naturali, che la diedero in adozione appena nata. Quando li trova a Portland, suo padre, Nate “Baze” Bazile, è scioccato nello scoprire di avere una figlia, mentre sua madre, Cate Cassidy è altrettanto sbalordita venendo a sapere che Lux non è mai stata adottata. L'udienza per l'emancipazione non va come previsto, e Lux viene affidata alla custodia congiunta dei suoi genitori.

## Ispezione in casa
- Titolo originale: Home Inspected
- Diretto da: Gary Fleder
- Scritto da: Liz Tigelaar

### Trama
Lux va a vivere temporaneamente a casa di Cate e Ryan, il suo fidanzato.
Cate è preoccupata per la visita dell'assistente sociale che dovrà giudicare lei e Baze come genitori, e pensa che Baze non si stia impegnando abbastanza per fare una buona impressione. Dopo aver ascoltato Cate dire alla radio, di non avere una figlia, Lux chiede di poter tornare dai servizi sociali. Accortasi dell'errore, Cate si scusa con Lux alla radio, e con Baze cerca di ottenere l'approvazione dell'assistente sociale, che concederà a Lux di vivere da Cate definitivamente.

## Affitto non riscosso
- Titolo originale: Rent Uncollected
- Diretto da: Gary Fleder
- Scritto da: Liz Tigelaar

### Trama
Quando i genitori di Baze scoprono l'esistenza di Lux insistono nell'organizzare una cena per conoscere la nipote e Cate. Quest'ultima accetta con riluttanza di partecipare ed è ancora più infastidita dalla presenza della madre invadente e della sorella nevrotica. Nel frattempo preoccupata per i continui scontri tra bande nella scuola di Lux, Cate decide di trasferire la figlia nel suo vecchio liceo.
Quando durante la cena il padre di Baze minaccia di riprendersi il bar, a causa dell'affitto non pagato, Lux decide di usare i suoi risparmi e ciò che ricava dalla vendita di una lampada a forma di Bong, per pagare il nonno.

## La lampada Bong
- Titolo originale: Bong Intercepted
- Diretto da: Jeff Melman
- Scritto da: Emily Whitesell

### Trama
Lux viene sospesa dalla Westmonte High per aver venduto un Bong trasformato in lampada ad una sua compagna, ma Cate cercando di convincere la preside a darle un'altra possibilità, peggiora la situazione. Nel frattempo Baze scopre che la radio in cui lavora Cate organizzerà una festa nel locale davanti al suo e con l'inganno riesce a farla spostare nel suo bar. Durante la festa Lux, arrabbiata con Cate per aver peggiorato le cose a scuola, rivela agli ascoltatori della radio presenti, che Cate è fidanzata con Ryan, relazione tenuta segreta a causa del lavoro dei due.

## La tartaruga a tre zampe
- Titolo originale: Turtle Undefeated
- Diretto da: Alan Arkush
- Scritto da: Adele Lim

### Trama
Lux per farsi nuovi amici accetta di ospitare una festa nel loft di Baze. Quest'ultimo per migliorare gli affari decide di organizzare delle corse di tartarughe nel bar e questo lo porta a discutere con suo padre della sua mancanza di maturità.
Cate, gelosa del rapporto che c'è tra Baze e Lux, decide di cambiare e di lasciare alla figlia più libertà, ma durante la festa Baze scopre che Lux ha portato della birra e dopo aver mandato tutti a casa se la prende anche con Cate per non averla fermata.
Dopo la festa a cui si erano presentati anche Tasha e Bug, quest'ultimo ruba una macchina e viene arrestato con Cate e Baze che cercavano di difenderlo. Lux non sapendo chi chiamare chiede aiuto al padre di Baze.

## La verità nascosta
- Titolo originale: Truth Unrevealed
- Diretto da: Nick Marck
- Scritto da: Janet Leahy

### Trama
Lux è divisa tra Jones e Bug ma è innamorata di quest'ultimo pur non accettando il suo comportamento. Cate invita la figlia a parlare a Bug col cuore aperto, cosa che la stessa Cate decide di fare con Ryan cercando di confessargli di essere stata a letto con Baze. Ma mentre Lux dice tutto ciò che sente a Bug e quest'ultimo umiliato lascia la città, Cate si confessa a Ryan solo a metà finendo con l'accusare Baze di aver tentato di baciarla. Mentre Lux ha il cuore a pezzi, Cate fissa la data del matrimonio dopo aver definito le nozze un penoso cliché.

## La sfida
- Titolo originale: Crisis Unaverted
- Diretto da: Jerry Levine
- Scritto da: Taylor Hamra

### Trama
Ryan partecipa per il secondo anno consecutivo al concorso Mano sull'ibrida dopo aver vinto l'anno precedente. Anche Baze, non riuscendo più a vedere Lux per colpa proprio di Ryan, vi partecipa. Cate è preoccupata che venga fuori la verità sulla notte in cui ubriaca è andata a letto con Baze. In effetti tra i due uomini c'è una discussione ma è Cate a rivelare involontariamente la verità a Ryan che la lascia. Disperata Cate viene presa alla sprovvista da Lux che le chiede di ospitare Tasha, rifiutata dalla madre biologica. Cate rifiuta e Lux va a vivere da Baze dato che questi ha avuto finalmente il permesso di ospitarla dagli assistenti sociali.

## I costretti sposi
- Titolo originale: Bride Unbridled
- Diretto da: David Paymer
- Scritto da: Sallie Patrick

### Trama
Ryan e Cate ormai si sono lasciati, ma prima di farlo avevano annunciato il loro matrimonio agli ascoltatori. Così sono costretti a partecipare ad un evento organizzato per le coppie in procinto di sposarsi. Intanto Jones con una scusa cerca di andare a trovare Lux, Baze lo capisce e gli dice che, per fare felice la ragazza la deve portare da Tasha. Così Lux passa una giornata dalla sua migliore amica che le dà notizie di Bug. Intanto Baze venuto a conoscenza della partecipazione di Ryan e Cate al fantomatico evento, si intrufola insieme a Math e per sbaglio entrambi vengono scelti per un gioco, che consiste nel rispondere a determinate domande sui gusti di Cate. Così, quello che poteva essere un'occasione per far pace, diventa un pretesto di lite.

## Il rinnovo della parente
- Titolo originale: Formal Reformed
- Diretto da:
- Scritto da:

### Trama
Lux accetta di andare al ballo di fine anno con Jones. Preoccupato Baze chiede ad Abby, la sorella psicologa di Cate, di parlare alla ragazza di sesso. Ma Lux, prima del colloquio, va a letto con un redivivo Bug. Sentendosi esclusa Cate fa da supervisore alla festa ma questo le fa ricordare il suo ballo di fine anno quando andò a letto con Baze e poi lui la insultò con gli amici. Tra i due c'è quindi un'infinita discussione in cui Baze dice a Cate di essere cambiato ma lei non gli crede. Nel frattempo Jones, scoperta la tresca con Bug lascia Lux ma Bug si presenta con un mazzo di fiori. Alla fine Cate accetta di lasciarsi il passato alle spalle, tutto quello che vuole è riappacificarsi con Lux.

## Una famiglia in terapia
- Titolo originale: Family Therapized
- Diretto da:
- Scritto da:

### Trama
Baze va a letto con Abby mentre Lux frequenta Bug. Padre e figlia non approvano i reciproci compagni. Intanto Bug trova lavoro come volantinista in un night e Lux lo aiuta ma essendo minorenne viene arrestata. L'assistente sociale decide quindi di anticipare le valutazioni e tutti sono preoccupati. Cate, per recuperare con la figlia, cerca un lavoro per Bug alla radio ma fallisce. Baze decide quindi di assumere il ragazzo come barista. Abby invece tenta una riconciliazione tra madre e figlia ma Lux continua ad accusare Cate di non averla aiutata. Baze aggrava le cose offendendo Bug senza sapere che lui e Lux sono dietro di lui. Davanti all'assistente sociale, Lux accusa Cate di averla abbandonata sedici anni prima e di non essersi più interessata a lei e che non può perdonarla per questo. L'assistente sociale trova lo sfogo positivo proponendo alla coppia di adottare definitivamente la figlia. Lux però non vuole parlare con nessuno dei due. Cate chiede aiuto a Ryan dicendogli che da quando Lux è entrata nella sua vita è cambiata e di avergli mentito per non deluderlo. Ryan non solo convince Lux a parlare con i genitori ma la convince a trasferirsi di nuovo da Cate. Inoltre Ryan e Cate tornano insieme.

## Tempesta in arrivo
- Titolo originale: Storm Weathered
- Diretto da:
- Scritto da:

### Trama
Una tempesta di neve scatena il black-out. Lux rimane bloccata alla radio con Ryan raccontandogli alcuni aspetti intimi della sua vita. Cate invece è bloccata al bar con Baze, i suoi soci ed Abby. La dj rimane turbata scoprendo la relazione tra il suo ex e la sorella mentre Baze ammette con gli amici di stare ancora con Abby solo per provare a sé stesso e a Lux di poter avere una storia seria. Così decide di metter fine alla farsa fingendo di provare ancora qualcosa per Cate che ascolta involontariamente e gli fa una scenata. Nonostante  Baze affermi di aver mentito, secondo Abby prova davvero qualcosa per Cate. La due sorelle poi si chiariscono. Cate infatti l'ha esclusa dalla sua vita perché abbandonata durante la gravidanza ma Abby le ricorda che aveva solo 14 anni. Dopo la bufera Ryan e Cate annunciano di aver anticipato le nozze e di volere sia Lux che Abby come damigelle. Baze prende male la notizia ma, spinto da Abby, fa finta di niente. Forse però Lux ha capito il suo disagio.

## Viaggio in famiglia
- Titolo originale: Father Unfigured
- Diretto da: Elizabeth Allen
- Scritto da:

### Trama
Riordinando la soffitta insieme a Lux, Cate trova le cartoline d'auguri per i suoi compleanni da parte del padre e decide di rintracciarlo per invitarlo al matrimonio. Intanto alcuni ex amici di Bug devastano il bar. Per aiutare il fidanzato a rimettere in ordine prima che Baze scopra tutto, Lux lo invita ad un viaggio di famiglia alla ricerca del signor Cassidy. Baze accetta pur sapendo che questo non lo aiuterà a dimenticare Cate. Il signor Cassidy sembra disposto ad accompagnare la figlia all'altare ma Baze ha un brutto presentimento e lo dice a Cate che si arrabbia malamente cacciandolo. Il giorno dopo però Cate affronta il padre che le dice di aver rifiutato la famiglia tempo fa e non ha alcuna intenzione di cambiare idea, preferisce pescare che andare al suo matrimonio. Cate piange sulla spalla di Baze che non se n'è andato e i tre ritornano a casa. Lux alla fine invita il padre a esternare i suoi sentimenti per la ex ma questi rifiuta. Bug, anche se Lux aveva detto a Baze la verità quando Cate lo ha cacciato, non viene licenziato ma viene aiutato dallo stesso Baze e da Lux a rimettere in ordine.

## Amore inaspettato
- Titolo originale: Love Unexpected
- Diretto da:
- Scritto da:

### Trama
La produttrice propone a Cate e Ryan di rinnovare il contratto per altri cinque anni ma il ragazzo rifiuta. La fidanzata la prende male e inizia a entrare in crisi nonostante il matrimonio sia ormai imminente. Infatti Ryan confessa di non essere sicuro che il matrimonio, viste le tensioni, durerà e non vuole fare progetti per il futuro. Cate mette in discussione il matrimonio stesso ma secondo la madre è una scusa perché non vuole impegnarsi e usa Ryan come capro espiatorio. Lux chiede alla madre se i suoi dubbi non siano legati ai suoi sentimenti per Baze ma la donna afferma che Baze non l'ama, Lux la smentisce. Baze intanto affronta il padre accusandolo di non avergli mai detto che lo ama e che questo lo porta a negare i suoi sentimenti per Cate. Vorrebbe quindi dichiararsi ma Math gli dice che se non può offrire nulla alla ragazza e l'ama davvero deve lasciarla in pace. Quindi quando Cate lo affronta di nuovo, Baze nega di amarla. Il giorno del suo matrimonio Cate si rinchiude in una stanza e non vuole più uscirne mentre Lux cerca di rintracciare il padre ma si imbatte in Ryan che afferma di capire il suo desiderio di rivedere i genitori insieme che è lo stesso suo dato che anche i suoi sono divorziati. Afferma che vorrebbe far parte della sua famiglia ed è disposto a rinviare il matrimonio. Lux capisce il suo errore e va dalla madre per invitarla a sposare Ryan. Il matrimonio s'ha da fare. Baze, imbottigliato nel traffico, arriva in tempo per sentire il prete dire alla fine della celebrazione "può baciare la sposa". Tutti guardano il nuovo arrivato, compresi Lux, Ryan e la madre di Cate, convinti che abbia rovinato il matrimonio ma Cate volge il suo sguardo verso Ryan e lo bacia. La scelta è fatta.